# Biến hoa
Biến hoa (danh pháp khoa học: Asystasia chelonoides) là một loài thực vật có hoa trong họ Ô rô. Loài này được Nees mô tả khoa học đầu tiên năm 1832.